# Kiếm ma Độc Cô Cầu Bại
Kiếm ma Độc Cô Cầu Bại (Tên tiếng trung là: 劍魔獨孤求敗) là bộ phim được sản xuất năm 1990 bởi TVB Hồng Kông, với nhân vật Độc Cô Cầu Bại do Huỳnh Nhật Hoa thủ vai. Nội dung phim bắt đầu từ một người có sức mạnh tàn ác trên giang hồ là Độc Cô Thiên Phong. Độc Cô Thiên Phong là kỳ tài của võ học, tuy nhiên tính tình khác người. Vì muốn độc chiếm các bí cấp võ công nên ra tay tàn sát võ lâm. Sau khi bị các phái tiêu diệt, Thiên Phong bị bắt giam hơn 20 năm, đứa con mới sinh và người vợ cũng bị thất lạc. 20 năm sau, Lâm Khang từ 1 thiếu niên tốt bụng, trở thành 1 thiếu hiệp hành hiệp trượng nghĩa. Anh cùng với thiếu chủ Bạch Gia Bảo trở thành đệ tử phái Thiên Sơn, nhưng tính tình của Bạch Thừa Trung nham hiểm nên đã hại cả nhà Lâm Khang. Và sau cùng, khi quyết đấu với Độc Cô Thiên Phong, sau khi đánh bại được Độc Cô, Lâm Khang mới biết mình là đứa con thất lạc hơn 20 năm. Sau cùng, khi sáng chế ra môn kiếm pháp: Độc cô cửu kiếm lừng danh trong giang hồ, Lâm Khang tiêu diệt Bạch Thừa Trung và đổi tên là: Kiếm Ma Độc Cô Cầu Bại. Sau này truyền nhân của ông là Dương Quá, Phong Thanh Dương và Lệnh Hồ Xung.

## Nội dung phim
Độc cô Thiên Phong vì muốn trở thành "Duy ngã độc tôn" nên có ý định thu thập các bí kíp võ công trong thiên hạ. Một lần, Y đến nơi ở của dòng họ Mộ Dung, muốn trao đổi bí kíp võ công "Thiên Phong tuyệt phổ" (rất lợi hại) với "Tuyết Hoa kiếm phổ" (tuyệt kỹ võ công của dòng họ Mộ Dung) nhưng Y bị gia đình "Mộ Dung Tôn" lừa gạt suýt mất mạng, cuối cùng Thiên Phong giết chết 2 vợ chồng Mộ Dung Tôn và một số đệ tử.
Lúc này, Mộ Dung Hoa (đệ của Mộ Dung Tôn) tập hợp các môn phái trong võ lâm lên kế hoạch tiêu diệt Thiên Phong. Thiên Phong và Nghiêm Hiểu Thanh là 2 vợ chồng sống chung thủy và hạnh phúc. Nghiêm Hiểu Thanh sinh ra con trai Độc Cô Khang chưa được bao lâu thì các phái trong võ lâm kéo nhau đến giết Thiên Phong (Bạch Gia Trang, Liễu Hằng Sơn, Phương Trượng đại sư, Bố Tùng Đức, Mộ Dung Hoa, Hồ Đại Thành…) buộc Nghiêm Hiểu Thanh phải tráo con và bị đánh rơi xuống giếng. Còn Thiên Phong bị bắt. Bố Tùng Đức và Liễu Hằng Sơn vì tham lam muốn chiếm đoạt "Thiên Phong tuyệt phổ" mà giam cầm Thiên Phong hơn 22 năm. Lúc này, Gia đình Lâm Đại Nương cũng rời khỏi nơi cư trú và hành nghề bán "tào hủ". Lâm Đại Phúc bị bệnh mà qua đời sớm. Độc Cô Khang lấy tên là Lâm Khang – thường đưa tào hủ lên núi Phái Thiên Sơn. Lâm Đại Nương bị bệnh khiến Lâm Khang lên Bạch Gia Trang tìm "Phục linh nhân sâm tán". Ở đây, Khang bị Bạch Thừa Trung (con trai của Bạch Bảo Chủ) lừa gạt và được Bạch Bảo Chủ giúp đỡ. Còn Nghiêm Hiểu Thanh sau khi thoát chết ở giếng sâu bí mật thành lập môn phái Thiên Ma Giáo (theo nguyện vọng của chồng) và muốn trả thù. Y dung nạp những đứa trẻ mồ côi cha mẹ về đỡ đành và dạy võ công mục đích là giúp y trả thù. 4 đệ tử gồm: Thẫm Liệt, Giang Chấn Hùng, Hà Bích Ngọc, Lãnh Tử Yên.
Lãnh Tử Yên theo lệnh sư phụ ám sát Mộ Dung Hoa và tìm cách thâm nhập vào phái Thiên Sơn để mưu sát Liễu Hằng Sơn. Cô lợi dụng Lâm Khang đưa tào hủ lên núi, buộc Lâm Khang uống thuốc độc và nằm trong xe kéo. Ám sát bất thành còn bị Liễu Hằng Sơn đánh trọng thương. Lúc này, Lâm Khang được Liễu Ngạo Sương giải độc tạm thời bảo toàn tính mạng. Trên đường xuống núi, Khang cứu Tử Yên và đưa về nhà để chăm sóc cho Tử Yên khỏe hẳn trong khi Lâm Khang thì còn bị độc tái phát. Lãnh Tử Yên cảm động lòng cứu mạng của Khang nên cướp trộm Nhân Sâm cho Khang ăn. Sau khi ăn Nhân Sâm, Khang trở nên có nội công thâm hậu. Và 2 người làm đám cưới tại nhà Lâm Khang. Trong ngày đám cưới, các đệ tử của Nghiêm Hiểu Thanh đốt nhà Lâm Đại Nương và bắt Lãnh Tử Yên. Bạch Bảo Chủ cứu gia đình Lâm Đại Nương thoát chết và còn cho về đỡ đầu trong Sơn Trang. Lâm Đại Nương vì chán cảnh ăn không ngồi rồi nên từ biệt trở về quê em ruột sống. Lâm Khang ở lại làm việc cho Bạch Bảo Chủ và sống trong cảnh đùa giỡn của Thiếu Gia Bạch Thừa Phong. Lãnh Tử Yên biết được Bạch Thừa Phong đùa nghịch với Lâm Khang nên đánh cho Y một trận. Nghiêm Hiểu Thanh cùng với 3 đệ tử Thẫm Liệt, Giang Chấn Hùng, Hà Bích Ngọc tiêu diệt 30 người trong gia đình Bạch Trang Chủ chỉ còn sót lại 3 người là Lâm Khang, Bạch Thừa Trung và 1 nô bộc. Bạch Thừa Trung phải đến gia nhập phái Thiên Sơn mong muốn học võ công để trả thù nhưng Y không được Liễu Hằng Sơn dạy võ mà chỉ cho ở lại trong phái. Một lần lên núi Thiên Ma, Lâm Khang và Bạch Thừa Trung bị Thiên Phong lừa giải cứu Y rồi dạy võ công cho nhưng Y nuốt lời chuồn mất. Vì bị mất Thiên Phong, Bố Tùng Đức đến chất vấn Liễu Hằng Sơn và cùng Liễu hằng Sơn chặn được Nghiêm Hiểu Thanh và các đệ tử tới sát hại (chỉ có Liễu Phu Nhân là bị đánh tàn phế). Nhưng Thiên Phong xuất hiện giải nguy. Lúc này, Bạch Thừa Trung nhân cơ hội ăn cắp quyển võ "Phi Tiên Kiếm Phổ" của phái Thiên Sơn nhưng đó là quyển phổ giả khiến Y tu luyện bị chấn thương kinh mạch ở cánh tay cầm kiếm. Lâm Khang bị trục xuất khỏi phái Thiên Sơn do qua lại với Lãnh Tử Yên. Lâm Khang trở về với mẹ trong 1 căn nhà lá.
Độc cô Thiên phong cùng với vợ Nghiêm Hiểu Thanh xây dựng Thiên Ma Giáo ngày 1 hùng mạnh, ông còn sai đệ tử giết chết rất nhiều đệ tử của các môn phái và ăn cắp bí kíp võ công của họ. Ở Phái Thiên Sơn, Liễu Ngạo Tuyết càng ngày càng yêu thắm thiết Bạch Thừa Trung nhưng Y lại thích Liễu Ngạo Sương. Liễu Ngạo Sương vì muốn thành danh y mà theo Cư Sỹ Tiểu Thúy học nghề chữa bệnh. Tiểu Thúy là 1 danh y có tài năng phi thường, cô sống ẩn dật cùng Kim Câu và Ngân Tiêu – 2 bậc tiền bối có võ công cao cường (1 người cầm câu còn người kia cầm tiêu) bên một cái hồ lớn. Kim Câu và Ngân Tiêu cùng yêu Tiểu Thúy mà thi đấu võ công hơn 22 năm mà không thắng bại cho nên 2 ông rất nghe lời Tiểu Thúy. Các môn phái trên võ lâm vì biết Thiên Ma Giáo ngày càng lớn mạnh muốn bá chủ võ lâm nên tập hợp tại Thiếu Lâm Tự bàn bạc chờ ngày đánh Thiên Ma Giáo. Bạch Thừa Phong bị thương do luyện võ công giả của Thiên Sơn nên tìm cách gạ gẫm Liễu Ngạo Tuyết để mong muốn Liễu Hằng Sơn truyền võ công nhưng không thành. Lãnh Tử Yên lúc này vì yêu đương với Lâm Khang mà quên làm nhiệm vụ bị Thiên Phong giam lỏng. Độc Cô Thiên Phong biết Lâm Khang có nội công thâm hậu sau này sẽ trở thành 1 trợ thủ đắc lực nên Y lợi dụng Lãnh Tử Yên để bắt Lâm Khang về nhốt và ép Lâm Khang theo Thiên Ma Giáo. Lâm Khang kiên quyết từ chối và bị Thiên Phong ép thuốc độc nhưng dưới sự trợ giúp của Giang Chấn Hùng thì Lãnh Tử Yên tráo thuốc và thả trôi trên sông trên một cái bè.
Lâm Khang được Kim Câu cứu khi ngồi câu cá bên hồ cá dưới chân núi. Và được Tiểu Thúy cứu. Lúc này, Độc Cô Thiên Phong bắt đầu đánh các môn phái, trước nguy cơ thảm họa cho võ lâm. Tiểu Thúy khuyên răn 2 vị tiền bối dạy võ công cho Lâm Khang để có đối trọng trừ tà cho võ lâm. Ngoài ra, Lâm Khang còn học được bộ kiếm pháp trong hang động dưới chân núi và ăn con cá vàng tăng thêm nội công. Tại Thiên Sơn, Bạch Thừa Trung vì muốn tu luyện tăng nội công để hóa giải tẩu hỏa nhập ma, Y nhờ Lâm Khang đánh lừa Liễu Hằng Sơn để Y tìm bí kíp võ công Phi Tiên Kiếm Pháp thật nhưng bị Liễu Phu Nhân phát hiện nên Y giết chết Liễu Phu Nhân, lúc này Liễu hằng Sơn nghi ngờ Lâm Khang và thông báo với võ lâm Lâm Khang đã gây ra cái chết của vợ. Lâm khang phải cải trang né tránh giang hồ để âm thầm giúp đỡ. Nghiêm Hiểu Thanh dẫn đệ tự đánh cái bang, bang chủ Hồ Đại Thành chóng trả không nổi nhưng may mắn Lâm Khang che mặt cứu giúp. Độc cô Thiên Phong cũng dẫn đệ tự đi đánh Thiên Sơn nhưng bị Kim Câu – Ngân Tiêu song thủ đánh bại.
Sau khi phát hiện Lâm Khang chưa chết thì Độc cô Thiên Phong ép Lãnh Tử Yên luyện công phu tàn độc "Huyết giải tàn hồn chưởng" (loại công phu sau này sẽ ảnh hưởng đến kinh mạch dẫn đến tàn phế). Bạch Thừa Trung bị Liễu Hằng Sơn đuổi khỏi Phái Thiên Sơn vì bị phát hiện ăn cắp quyển Phi Tiên Kiếm Phổ giả. Trong khi đó, Nghiêm Hiểu Thanh khéo đuổi Hà Ngọc Bích (dùng sắc đẹp dụ giỗ Thiên Phong vì cho rằng Y không dạy võ công tàn độc cho mình) với 1 điều kiện phải tìm được Độc Cô Khang bị thất lạc năm xưa mới được trở về. Bạch Thừa Trung vốn xảo quyệt cấu kết với Hà Bích Ngọc tự nhận là Độc Cô Khang và được 2 vợ chồng Thiên Phong – Hiểu Thanh đón về Thiên Ma Giáo. Bạch Thừa Trung không những hạ độc Lâm Đại Nương mà còn lọng hành giết chết nô bộc năm xưa ở Bạch Gia Trang nay đầu quân cho Thiên Ma Giáo. Y cũng được Nghiêm Hiểu Thanh vì nhận nhầm con ruột mà dùng 50 phần trăm nội công chữa khỏi chứng tẩu hỏa nhập ma và Thiên Phong còn dạy võ công cho Y nữa.
Liễu Ngạo Tuyết thân mang cốt nhục của Bạch Thừa Trung bỏ đến Thiên Ma Giáo và được Bạch Thừa Trung che chở và tổ chức đám cưới. Tiểu Thúy bị bắt đến Thiên Ma Giáo mục đích mời 2 vị tiền bối đến dự đám cưới. Lãnh Tử Yên tuân lệnh Thiên Phong đi giết Lâm Khang nhưng bị Lâm Khang đánh bại và được Liễu Ngạo Sương dùng ngân châm để giải hết võ công "Huyết giải tàn hồn chưởng" nhưng bị mất hết võ công. Liễu Hằng Sơn và trưởng môn phái Thiên Lao cũng tới dự tiệc. Trưởng môn phái Thiên Lao còn tặng cho Thiên Phong bí kíp võ công gia truyền là Giá Y Thần Công (chuyên tu luyện nội công). Các môn phái còn lại tụ họp tại Thiếu Lâm Tự chuẩn bị tấn công Thiên Ma Giáo với sự lãnh đạo của Lâm Khang. Nghiêm Hiểu Thanh tình cờ phát hiện miếng ngọc bội năm xưa và đến trả lại Bạch Thừa Phong nhưng Y không hề biết. Nghiêm Hiểu Thanh nghi ngờ và tìm Lãnh Tử Yên hỏi tung tích chủ nhân của miếng ngọc bội. Bạch Thừa Phong sai Hà Bích Ngọc theo sau áp sát khiến Hiểu Thanh bị thương, may có Liễu Ngạo Sương cứu và trở về Thiên Ma Giáo. Lúc này, các môn phái trong võ lâm kéo nhau đến Thiên Ma Giáo giải cứu Tiểu Thúy và Bạch Thừa Trung cũng bị vạch mặt âm mưu tại đây. Bạch Thừa Trung lén lút phóng độc Lâm Khang nhưng Nghiêm Hiểu Thanh hứng chịu tất cả và Y được các môn phái cứu giúp và san bằng Thiên Ma Giáo sau đó trở về phái Thiên Sơn. Y còn mang tất cả bí kíp võ công trả lại cho các môn phái khác và mang theo Hà Bích Ngọc về làm thuộc hạ tay sai. Thiên Phông dẫn Lâm Khang, Lãnh Tử yên, Nghiêm Hiểu Thanh trốn tạm núi Thiên Ma (nơi giam ông 22 năm) chờ ngày trả thù còn Giang Chấn Hùng và Thẫm Liệt bị võ lâm truy sát. Thẫm Liệt đầu quân cho phái Thiên Sơn. Cả Thiên Phong và Nghiêm Hiểu Thanh bị trọng thương nên Lâm Khang và Lãnh Tử Yên phải chăm sóc nhưng Lâm Khang quyết không nhận cha mẹ ruột (vì cho rằng tội ác của cả hai người giết rất nhiều người bị oan). Khi bị Bạch Thừa Trung phát hiện nơi ẩn náu, Cả bốn người họ trốn về 1 khu nhà trọ và ở đây gặp Giang Chấn Hùng. Lâm Khang khuyên cha nên quy ẩn giang hồ nhưng Thiên Phong không chịu và Lâm Khang ân đoạn nghĩa tình bỏ về với 2 vị sư phụ.
Bạch Thừa Trung lập mưu kế là giả vờ bắt được Lâm Khang khiến Nghiêm Hiểu Thanh tới giải cứu và bị giết chết tại phái Thiên Sơn. Cả Lâm Khang và Thiên Phong cùng giải cứu thi thể Nghiêm Hiểu Thanh mang về chôn cất. Thiên Phong oán hận cái chết của vợ mà ra tay sát hại rất nhiều người dân vô tội. Nhưng Lâm Khang ra tay ngăn cản và khuyên thành công Thiên Phong ra biển quy ẩn giang hồ nhưng Bạch Thừa Trung lập mưu kéo giang hồ tới đánh và truy sát. Thiên Phong nhận ra sau khi mình chết thì mọi ân oán trong giang hồ sẽ đổ lên đầu con trai nên lén lút tự lấy cái chết trước các môn phái để đổi lại lời thề "sẽ không truy cứu trách nhiệm cho Lâm Khang". Lâm Khang tới mang xác cha về chôn cất và cùng với Lãnh Tử Yên sống trong căn nhà lá của Lâm Đại Nương. Ở đây, Lâm Khang vì không bảo vệ được bố mẹ nên uống rất nhiều rượu. Liễu Ngạo Sương biết được âm mưu của Bạch Thừa Trung và tới khuyên răn thành công Lâm Khang bỏ rượu. Giang Chấn Hùng cũng giả vờ đầu quân cho Phái Thiên Sơn mục đích tìm cơ hội để giết chết Bạch Thừa Phong. Bạch Thừa Phong không những phản bội lời thề ở Thiếu Lâm mà còn muốn trở thành Võ lâm chí tôn còn Liễu Hằng Sơn cũng muốn trở thành Võ Lâm chí tôn. Bạch Thừa Phong sai Thẫm Liệt (lấy cớ trả thù cho sư phụ) tập hợp các đệ tử Thiên Ma Giáo gây sự với các môn phái và đổ tội cho Lâm Khang. Y còn bắt Lãnh Tử Yên ép làm đám cưới với Lâm Chấn Hùng nhưng được Lâm Khang và 2 vị tiền bối giải cứu. Tất cả việc làm đê tiện này của Bạch Thừa Trung cũng không khiến cho giới giang hồ nghi ngờ Lâm Khang tái xuất.
Tại Thiên Sơn, Liễu Ngạo Sương biết được mối quan hệ giữa Bạch Thừa Trung và Hà Bích Ngọc rồi cả cái chết của mẹ là do Bạch Thừa Trung gây ra (dựa vào miếng ngọc bội lúc BTT tặng cho cô nhưng cô không nhận và bị Liễu Phu Nhân lấy được). Lâm Chấn Hùng giết đại đệ tử của phái Thiên Sơn để tỏ lòng trung thành với Bạch Thừa Trung, Bạch Thừa Trung bị Liễu Ngạo Tuyết phát hiện mối tình vụng trộm với Hà Bích Ngọc và Y dựng cảnh cháy nhà để thiêu sống Liễu Ngạo Tuyết. Thực ra, người mà Bạch Thừa Trung yêu thật lòng là Liễu Ngạo Sương. Lâm Khang sau khi được Liễu Ngạo Sương giác ngộ trở lại giang hồ với mục đích trở thành Duy ngã độc tôn theo di nguyện của cha năm xưa. Anh không ngừng luyện tập võ công lấy lại vị thế của 1 anh tài trong võ lâm khiến các môn phái phải e sợ mà còn đổi tên thành "Độc cô Khang". Độc cô Khang đến giao đấu với lần lượt các môn phái và đánh bại họ (nhưng không đánh chết). Sau khi bị Độc cô Khang đánh bại nhằm đổ tội cho Độc cô Khang giết họ, Bạch Thừa Trung cấu kết với Triệu Vạn Kỳ đã giết chết Bố Tùng Đức rồi đến Hồ Đại Thành và cả Liễu Hằng Sơn cũng bị Y đánh trọng thương không đi lại được và bị cắt lưỡi. Độc cô Khang cũng đánh bại luôn Phương trượng đại sư và 4 vị trưởng lão của chùa Thiếu Lâm Tự. Giới giang hồ tập hợp tại Thiên Sơn để đối phó với Độc cô Khang, tại đây Liễu Ngạo Sương vạch trần âm mưu của Bạch Thừa Trung đứng sau lưng gây ra cái chết hàng loạt người kể cả cái chết của mẹ và đánh tàn phế cha. Các trưởng môn phái đồng loạt đánh Bạch Thừa Trung nhưng Y đã tẩu thoát được. Y trốn lên núi Thiên Ma luyện võ công. Còn Độc cô Khang và Lãnh Tử Yên ra đảo hoang sống. Lúc này, Liễu Ngạo Sương cũng bỏ ra hoang đảo thăm Độc Cô Khang và báo tin Bạch Thừa Trung bị lạch mặt, đe dọa muốn bá chủ giang hồ. Lãnh Tử Yên vô tình bị rắn độc trên đảo cắn và phải nhờ đến Tiểu Thúy cứu chữa.
Lúc này, Độc cô Khang không vì tình cảm xưa của Bạch Bảo Chủ cưu mang mà muốn tiêu diệt Bạch Thừa Trung trừ hậu họa cho võ lâm. Bạch Thừa Phong đã có sự tiến bộ về võ học khi kết hợp của ba loại võ công đó là Phi Tiên Kiếm Phổ (phái Thiên Sơn), Giá Y Thần Công của phái Thiên Lao và Thiên ma huyết trảo của Độc Cô Thiên Phong. Y bị Lâm Chấn Hùng lừa gạt phải học "Huyết giải tàn hồn chưởng " (một loại võ công tàn độc, sức mạnh vô địch nhưng về sau bị nội thương mất hết công lực nếu cố chấp sẽ bị tẩu hỏa nhập ma mà chết). Thẫm Liệt lúc này đánh lừa Độc cô Khang và Lãnh Tử Yên lên núi giải quyết việc riêng nhưng Y đốt rừng khiến cả hai lánh vào một cái hang sâu. Ở đây với sự động viên và chăm sóc ân cần của Lãnh Tử Yên, Độc cô Khang đã luyện thành công bộ võ công "Độc Cô Cửu Kiếm" nhưng vẫn còn sơ khai lắm ít ra cũng đối phó được với Bạch Thừa Trung. Thẫm Liệt thăm dò tin tức của Độc Cô Khang bị phát hiện và Độc cô Khang tung kiếm chém đứt 1 cánh tay. Liễu Ngạo Sương và Lâm Chấn Hùng bày mưu khiến Bạch Thừa Phong giết Hà Ngọc Bích và Thẫm Liệt (Hà Ngọc Bích vì ghen tuôn mà nhiều lần ám sát Liễu Ngạo Sương). Lãnh Tử Yên và Độc cô Khang rời núi đến ở với 2 vị sư phụ. Bạch Thừa Phong dùng mưu kế đánh lừa Độc cô Khang lên núi Thiên Ma để giao đấu nhưng Y lại đến nhà của Tiểu Thúy, đánh trọng thương Tiểu Thúy, giết 2 sư phụ Kim câu và Ngân Tiêu đồng thời bắt cóc Lãnh Tử Yên lên Phái Thiên Sơn. Liễu Ngạo Sương cứu chữa cho sư phụ Tiểu Thúy và cho Độc cô Khang biết chính Bạch Thừa Trung đã gây ra hậu họa này. Bạch Thừa Trung ép Lâm Chấn Hùng cưới Lãnh Tử Yên làm vợ nhưng bị Tiểu Thúy đứng ra ngăn cản. Sau khi giết Tiểu Thúy Bạch Thừa Trung định hãm hiếp Lãnh Tử Yên thì bị Lâm Chấn Hùng đứng ra ngăn cản. Y cũng giết luôn Lâm Chấn Hùng. Để không làm mất thân danh của Độc cô Khang, Lãnh Tử Yên cũng đã tự tử. Bạch Thừa Phong hết sức điên cuồng thì bất ngờ Độc cô Khang xuất hiện bên thi thể của vợ, vô tình nhặt được 1 lá thứ trong người của Lãnh Tử Yên với nội dung chỉ dẫn cách đánh bại "Huyết giải tàn hồn chưởng" "Tiểu Thúy cho biết muốn đánh bại Bạch Thừa Phong phải đánh vào huyệt đạo trung thì y sẽ tự đứt kinh mạch mà chết; Lãnh Tử Yên còn cài đặt bẫy ở hang động". Độc cô Khang giao đấu kịch liệt với Bạch Thừa Trung cân tài cân sức nhưng Độc cô Khang bị thương nặng bởi võ công tàn độc và rất khó để chống đỡ nổi (không sao đánh được vào huyệt đạo trung). Độc cô Khang bèn lừa Bạch Thừa Trung vào gốc đá, anh giật mật đạo mà Lãnh Tử Yên lập sẳn rồi thoát ra ngoài trước. Bạch Thừa Trung bị đá vùi lấp mà chết.
Cuối cùng, Độc cô Khang bỏ ra hoang đảo nhưng vì cảm động trước tình cảm của Liễu ngạo Sương mà phải theo cô về lại Trung Nguyên sống ẩn dật hết đời còn lại. Độc cô Khang đổi tên thành Độc Cô Cầu Bại luyện thành công bộ võ công "Độc Cô Cửu Kiếm", sau khi ông chết, ông chôn 4 thanh kiếm và bộ võ công Độc Cô Cửu Kiếm theo cùng, dưới 1 hầm mộ do một con chim Điêu kênh giữ. Sau này, Dương Quá trong Thần điêu hiệp lữ có cơ duyên gặp được.

## Các môn phái và nhân vật trong phim

### Phái Võ Đang
+ Bố Tùng Đức: là trưởng môn phái Võ Đang, ông cùng với Liễu Hằng Sơn có âm mưu muốn chiếm đoạt cuốn "Thiên Phong Tuyệt Phổ" của Độc cô Thiên Phong.

+ Triệu Vạn Kỳ: Là đại đệ tử của phái Võ Đang, sau này phản bội trưởng môn phái, cam chịu làm tay sai cho Bạch Thừa Phong.

### Phái Cái Bang
+ Hồ Đại Thành: là trưởng môn phái Cái Bang, tính tình hiệp nghĩa, có trách nhiệm với giang hồ.

### Phái Thiên Sơn
+ Liễu Hằng Sơn: là trưởng môn phái Thiên Sơn, người có võ công tương đối cao nhờ bí kíp gia truyền "Phi Tiên Kiếm Phổ", có âm mưu xưng bá giang hồ lên làm "Duy Ngã Độc Tôn".

+ Liễu Ngạo Sương: là con gái đầu của Liễu Hằng Sơn, có năng khiếu y học sau này trở thành đệ tử của danh y Tiểu Thúy, tính tình của cô trung hậu, đảm đang, thông minh và nhân từ. Sau này, lấy Độc Cô Cầu Bại làm chồng và sống bằng nghề chữa bệnh cho người nghèo.

+ Liễu Ngạo Tuyết: là cô con gái út của Liễu Hằng Sơn. Tính tình ngây thơ, bồng bột, bị Bạch Thừa Trung lừa gạt trong chuyện hôn nhân và cũng bị Y giết.

+ Liễu Phu Nhân: là vợ của Liễu hằng Sơn, bị Nghiêm Hiểu Thanh đánh trọng thương phải nằm một chỗ và sau này bị Bạch Thừa Trung giết chết.

### Phái Không Động
+ Tôn Trưởng Lão: là người năm xưa tham gia truy sát vợ chồng Độc cô Thiên Phong.

### Phái Thiên Ma Giáo
+ Độc Cô Thiên Phong: ông có võ công cao nhất trong giới giang hồ nhưng vì muốn trở thành đệ nhất thiên hạ mà phải trả giá bằng việc gia đình ly tán hơn 22 năm. Ông có bí kíp võ công "Thiên Phong Kiếm Phổ", "Thiên Phong huyết trảo" và "Huyết giải tàn hồn chưởng". Sau này, tự vẫn để gián tiếp đạt 2 mục đích đó là: giới võ lâm tha cho con trai là Độc Cô Khang và để Độc cô Khang trở thành người có võ công đệ nhất thiên hạ.

+ Nghiêm Hiểu Thanh: là vợ của Độc cô Thiên Phong, tính tình của bà chung thủy, chu toàn nhưng cá tính mạnh mẽ. Bà giết cả nhà Bạch Bảo Chủ và sau này bị Bạch Thừa Trung trả thù.

+ Lâm Khang chính là Độc Cô Khang, sau này là Độc Cô Cầu Bại sau này, tính tình của anh cần cù, khoan dung, thật thà tốt bụng. Trước kết bái Lãnh Tử Yên làm vợ nhưng sau này sánh duyên cùng Liễu Ngạo Sương, sau này trở thành đệ nhất thiên hạ nhờ sáng tạo ra Độc cô cửu kiếm, sống ẩn dật trong rừng sâu.

+ Thẫm Liệt: là đại đệ tử của Nghiêm Hiểu Thanh, thuộc Thiên Ma Giáo. Sau này là kẻ phản bội giáo đồ, yêu lén lút Hà Bích Ngọc.

+ Giang Chấn Hùng: là đệ tử thứ hai của Nghiêm Hiểu Thanh, tính tình trọng nghĩa, thật thà, tốt bụng và lòng trung thành. Nhiều lần cứu giúp Lãnh Tử Yên thoát khỏi cái chết, nhiều lần ám sát bất thành Bạch Thừa Trung để trả thù cho sư phụ. Anh còn yêu thầm Lãnh Tử Yên.

+ Hà Bích Ngọc: là đệ tử thứ ba của Nghiêm Hiểu Thanh, tính tình ưa chiều chuộng, dâm đãng, đố kỵ và ghen tuông mù quáng. Sau này phản giáo đồ.

+ Lãnh Tử Yên: là đệ tử thứ tư của Nghiêm Hiểu Thanh, là người vợ thứ nhất của Lâm Khang, nhiều lần ám sát các trưởng môn phái, tính tình kiêu sa, trung thành và chính nghĩa. Cũng như 3 đệ tử khác của Nghiêm Hiểu Thanh đều bị Bạch Thừa Trung giết chết.

### Phái Thiếu Lâm
+ Tôn Phương trượng đại sư: là trưởng môn phái Thiếu Lâm, cao tuổi nhất, lòng hiệp nghĩa, đứng ra hòa giải mọi thù oán trong giang hồ.

+ 4 vị trưởng lão đại sư: bị bại dưới tay Độc cô Khang.

### Phái Thiên Lao
Là môn phái có bí kíp võ công, sau khi tu luyện xong sẽ tăng nội công rất lớn đó là "Giá Y Thần Công".

### Bạch Gia Trang
+ Bạch Bảo Chủ: ông là cha của Bạch Thừa Trung, là trang chủ của Bạch Gia Trang, nơi mà nổi tiếng có hai loại nhân sâm quý, chữa bệnh tốt. Là sơn trang giàu có, tính tình ông cương trực, thật thà tốt bụng, giúp đỡ người nghèo, ông bị Nghiêm Hiểu Thanh giết hại vì năm xưa tham gia đánh Thiên Phong.

+ Bạch Thừa Trung: nhân vật đại diện cho phái tà ác, gây ra nhiều cái chết bi thương, muốn trở thành Võ lâm chí tôn nhưng bị Độc cô Khang giết để trừ hậu họa cho giang hồ, từ nhỏ được cha chiều chuộng sau này thành hư đốn, là người lắm mưu mô xảo quyệt. Lấy Liễu Ngạo Tuyết làm vợ và yêu vụng trộm với Hà Bích Ngọc, giết chết cốt nhục của Y khi Liễu Ngạo Tuyết và Hà Bích Ngọc đều mang thai. Y yêu thật lòng Liễu Ngạo Sương. Ngoài ra, Y còn có võ công rất lợi hại đó là sự kết hợp của 3 môn phái: Phi tiên kiếm phổ, Thiên Phong huyết trảo, Giá y thần công và cuối cùng là Huyết giải tàn hồn chưởng.

### Hồ Thủy Phí
+ Danh y Tiểu Thúy: cô có lòng tốt bụng, cứu người bị bệnh và người tình của Kim Câu và Ngân Tiêu. Cô nhận Liễu Ngạo Sương làm đệ tử chân truyền.

+ Tiền bối Kim Câu: Ông là sư phụ của Lâm Khang, đánh bằng cần câu, có thú vui là câu cá, cùng với Ngân Tiêu đánh bại Độc cô Thiên Phong.

+ Tiền bối Ngân Tiêu: Ông cũng là sư phụ của Lâm Khang, đánh bằng cái Tiêu, có thú vui là thổi sáo, so tài võ công với Kim Câu để tranh Tiểu Thúy nhưng cuối cùng không phân thắng bại, đành ở ẩn với Tiểu Thúy và Kim câu bên Hồ Thủy Phí.

## Diễn viên và vai diễn trong phim
- Huỳnh Nhật Hoa vai Lâm Khang 

- Ngô Đại Dung vai Bạch Thừa Trung 

- Văn Tuyết Nhi vai Liễu Ngạo Sương 

- Thiệu Mỹ Kỳ vai Lãnh Tử Yên 

- Thái Gia Lợi vai Liễu Ngạo Tuyết 

- La Lạc Lâm vai Độc Cô Thiên Phong 

- Lưu Gia Huy - Giang Chấn Hùng 

- Trịnh Diễm Phụng - Hà Bích Ngọc 

- Lý Lệ Lệ - Nghiêm Hiểu Thanh